# روبرتا متسولا
روبرتا متسولا تدسکو تریکاس (به انگلیسی: Roberta Metsola Tedesco Triccas) (زادهٔ ۱۸ ژانویهٔ ۱۹۷۹) یک سیاستمدار مالتی است که از ژانویه ۲۰۲۲ به عنوان رئیس پارلمان اروپا فعالیت می‌کند. متسولا برای نخستین بار در سال ۲۰۱۳ به عنوان نماینده کشور مالت به عضویت پارلمان اروپا درآمد. او در نوامبر ۲۰۲۰ به عنوان معاون اول پارلمان اروپا انتخاب شد. پس از مرگ دیوید ساسولی در ۱۱ ژانویه ۲۰۲۲ متسولا به عنوان رئیس موقت و پس از یک هفته به عنوان رئیس پارلمان اروپا برگزیده شد. 
روبرتا متسولا جوان‌ترین فردی است که به این سمت دست می‌یابد. او همچنین پس از سیمون وی (۱۹۷۹-۱۹۸۲) و نیکول فانتین (۱۹۹۹-۲۰۰۰) سومین زنی است که برای این سمت انتخاب شده است.

## تحصیلات و فعالیت حرفه‌ای
متسولا وکیل است و در حقوق و سیاست اروپا تخصص دارد. او به عنوان وابسته همکاری حقوقی و قضایی مالت در نمایندگی دائم مالت در اتحادیه اروپا کار کرد و از سال ۲۰۱۲ تا ۲۰۱۳ به عنوان مشاور حقوقی نماینده عالی اتحادیه اروپا در سیاست خارجی و امور امنیتی، کاترین اشتون بود.

## ضدیت با سقط‌ جنین
روبرتا متسولا طرفدار سیاست‌های ضد سقط‌ جنین است. اما از حقوق اقلیت‌های جنسی و گروه‌های ال‌جی‌بی‌تی پشتیبانی می‌کند. پیشینه رأی دادن‌های او به حق باروری زنان انتقادهایی به دنبال داشته است. متسولا در سال ۲۰۱۵ در کنار دیگر نمایندگان مالت در اتحادیه اروپا قرار گرفت که اعلام می‌کردند «به‌طور قطعی ضد سقط‌جنین هستند». پس از انتخاب به عنوان رئیس موقت پارلمان اروپا اعلام کرد که با سقط جنین ایمن به عنوان یک حق انسانی موافق است.